# الرجال الجوف

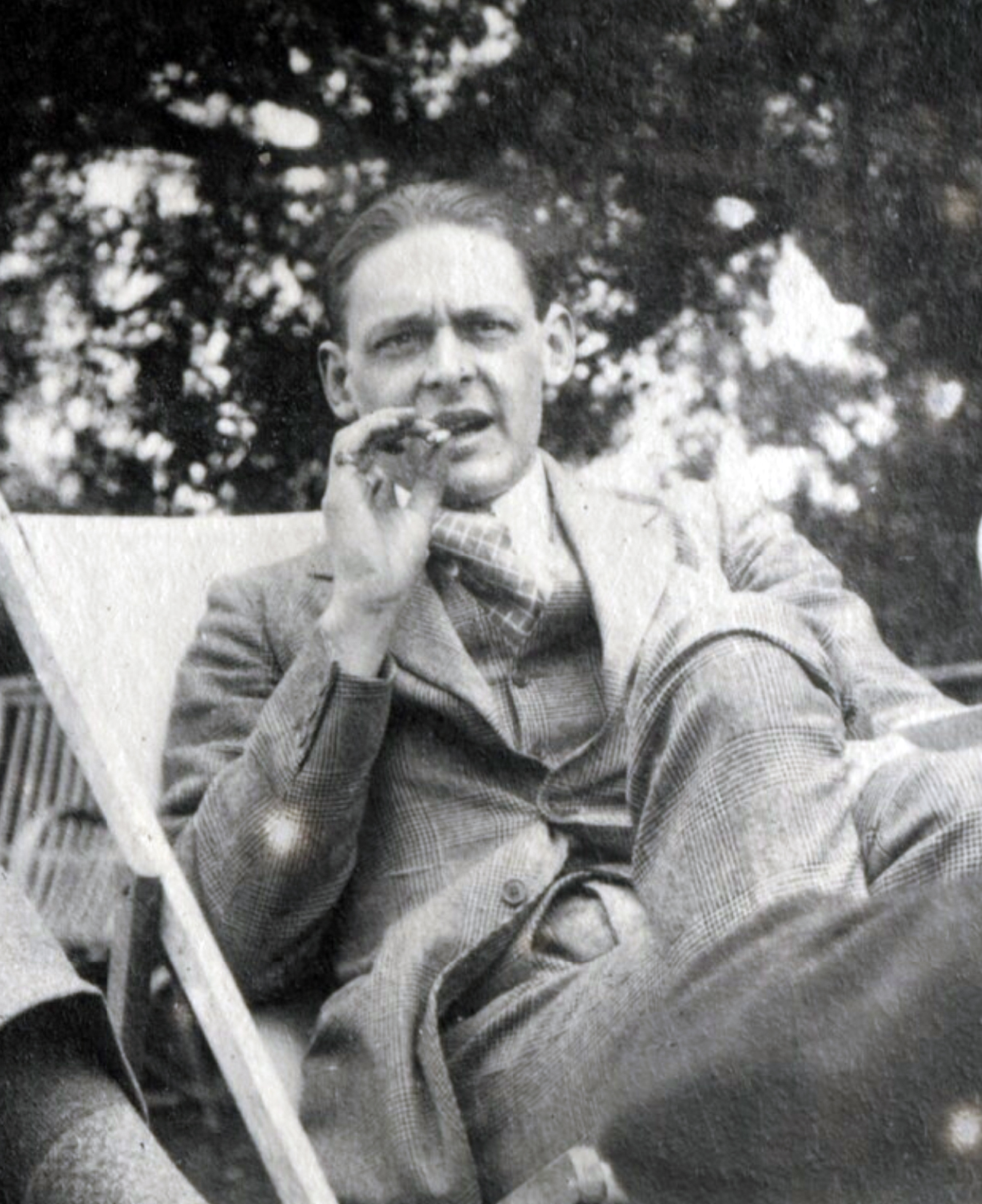

الرجال الجُوف (بالإنجليزية: The Hollow Men) وترجمها إحسان عباس تحت عنوان الخاوون، وهي قصيدة كُبرى للشاعر [[ت. س. إليوت|تي. إس. إليوت]] ونشرها في 1925. ثيمات هذه القصيدة - كما هي قصائد إليوت الأخرى - متداخلة ومتناثرة، لكن من المُتفق عليه أنها تدور حول المجتمع الأوروبي بعد الحرب في ظل معاهد فرساي، وصعوبة الأمل في الحوار الديني. بالإضافة إلى - كما يجادل بعض النقاد - زواج إليوت الفاشل.
تنقسم القصيدة إلى خمسة أجزاء، وتتكون من 98 سطراً. حدد نعي إليوت في نيويورك تايمز في عام 1965 الأربعة الأخيرة على أنها "على الأرجح أكثر السطور المقتبسة لأي شاعر في القرن العشرين يكتب باللغة الإنجليزية.
غالبًا ما تمر شخصيات إليوت برحلة - إما جسدية أو روحية أو كليهما. يبدو أن الرجال الجوفاء يتبعون الرحلة الدنيوية الأخرى للموتى روحياً. هؤلاء «الرجال الفارون» لديهم الإدراك والتواضع والاعتراف بذنبهم ووضعهم كأرواح محطمة وفاسدة.
يفشل «الرجال الفارون» في تحويل حركاتهم إلى أفعال، ومن التصور إلى الخلق، والرغبة في الإنجاز. هذا الإدراك للانقسام بين الفكر والفعل مقترنًا بإدراكهم «لممالك الموت المختلفة» والتشخيص الحاد لفراغهم، يجعل من الصعب عليهم المضي قدمًا وكسر عقمهم الروحي. وعندما تنتهي القصيدة ورحلتهم، يرون «الرعب، الرعب» الذي يراه كورتز في قلب الظلام. هناك انهيار كامل للغة والصلاة والروح لأن«العالم ينتهي ليس بانفجار بل بالنوين».

## قصة الشخصيات
قصة غالبًا ما تمر شخصيات إليوت برحلة - إما جسدية أو روحية أو كليهما. يبدو أن الرجال الجوفاء يتبعون الرحلة الدنيوية الأخرى للموتى روحياً. هؤلاء «الرجال الفارون» لديهم الإدراك والتواضع والاعتراف بذنبهم ووضعهم كأرواح محطمة وفاسدة.
يفشل «الرجال الفارون» في تحويل حركاتهم إلى أفعال، ومن التصور إلى الخلق، والرغبة في الإنجاز. هذا الإدراك للانقسام بين الفكر والفعل مقترنًا بإدراكهم «لممالك الموت المختلفة» والتشخيص الحاد لفراغهم، يجعل من الصعب عليهم المضي قدمًا وكسر عقمهم الروحي. وعندما تنتهي القصيدة ورحلتهم، يرون «الرعب، الرعب» الذي يراه كورتز في قلب الظلام. هناك انهيار كامل للغة والصلاة والروح لأن «العالم ينتهي / ليس بانفجار بل بالنوين» الشخصيات.

## الموضوع والسياق
كتب إليوت أنه أنتج عنوان «الرجال الجوفاء» من خلال الجمع بين عناوين الرومانسية «الأرض المجوفة» لوليام موريس مع قصيدة «الرجال المكسورون» لروديارد كيبلينج ولكن من الممكن أن يكون هذا واحدًا من تلميحات إليوت العديدة التي تم إنشاؤها، وأن العنوان نشأ بشكل أكثر شفافية من يوليوس قيصر لشكسبير أو من شخصية كورتز في قلب الظلام لجوزيف كونراد الذي يشار إليه على أنه «خدعة جوفاء» و «جوفاء في الصميم».
«ميستاه كورتز - مات» و «قرش من أجل الرجل العجوز»، هما تلميحات إلى شخصية كونراد وإلى جاي فوكس، الذي حاول إضرام النار في مبنى البرلمان الإنجليزي، ودمية رجل القش التي يتم حرقها كل عام في الولايات المتحدة Kingdom on Guy Fawkes Night ، 5 نوفمبر. عنوان إليوت، «الرجال الجوفاء»، يعترف بشكل غير مباشر بنيران البون فاير التي صاحبت الاحتفال بعيد جميع الأقداس، الذي يصادف يوم 31 أكتوبر، والذي تم دمجه بشكل خاص في الولايات المتحدة مع احتفالات جاي فوكس على مدار القرن التاسع عشر.
قرأ بعض النقاد القصيدة كما رويت من ثلاث وجهات نظر، كل منها يمثل مرحلة من انتقال الروح إلى إحدى ممالك الموت («مملكة أحلام الموت»، «مملكة شفق الموت»، و «مملكة الموت الأخرى»). يصف إليوت كيف نرغب، نحن الأحياء، في أن ينظر إلينا من قبل «أولئك الذين عبروا / بعيون مباشرة ليس كأرواح ضائعة / عنيفة، ولكن فقط / كرجال أجوف / رجال محنطون.» تظهر صورة العيون بشكل بارز في القصيدة، ولا سيما في أحد أشهر سطور إليوت «عيون لا أجرؤ على الالتقاء بها في الأحلام». يتم قبول مثل هذه العيون بشكل عام للإشارة إلى بياتريس دانتي (انظر أدناه).
يصور الشاعر أشكالًا «مجمعة على هذا الشاطئ من النهر الرطب» - تستمد تأثيرًا كبيرًا من كانتو دانتي الثالث والرابع من الجحيم التي تصف Limbo ، الدائرة الأولى من الجحيم - تظهر الإنسان في عدم قدرته على العبور إلى الجحيم نفسه أو استجدي الفداء، غير قادر على التحدث مع الله. ترقص الشخصيات «حول الكمثرى الشائكة»، وتعبد آلهة كاذبة، وتتذكر الأطفال وتعكس تفسير إليوت للثقافة الغربية بعد الحرب العالمية الأولى. وتشمل المراجع المهمة الأخرى الصلاة الربانية، ويوليوس قيصر لشكسبير، وكونراد أن منبوذ الجزر («الحياة طويل جدا»). قد يكون المقطع الأخير هو الأكثر اقتباسًا من شعر إليوت

## وصلات خارجية
- نص القصيدة